# کاستلدیدونه
کاستلدیدونه (به ایتالیایی: Casteldidone) یک کومونه در ایتالیا است که در استان کریمونا واقع شده‌است.
 کاستلدیدونه ۱۰٫۸ کیلومتر مربع مساحت و ۵۹۳ نفر جمعیت دارد و ۲۷ متر بالاتر از سطح دریا واقع شده‌است.